# Lista de deputados estaduais de Mato Grosso da 2.ª legislatura
Essa é uma lista de deputados estaduais do Mato Grosso eleitos para o período 1951-1955.

## Composição das bancadas
| Partido | Líder                      | Bancada | Posição  |
| ------- | -------------------------- | ------- | -------- |
| UDN     | José Fragelli              | 12 / 30 | Governo  |
| PSD     | Humberto Marcílio Reinaldo | 11 / 30 | Oposição |
| PTB     | Vicente Bezerra Neto       | 7 / 30  | Oposição |

## Deputados estaduais
| Número | Deputados estaduais eleitos        | Partido | Votação | Percentual | Cidade onde nasceu          | Unidade federativa |
| 14232  | Vicente Bezerra Neto               | PTB     | 2.584   | 3,18%      | Lavras da Mangabeira        | Ceará              |
| 14605  | Altair Antunes Brandão             | PTB     | 2.428   | 2,99%      | Maringá                     | Paraná             |
| 22739  | Júlio Mário Abott                  | UDN     | 2.059   | 2,53%      | Campo Grande                | Mato Grosso do Sul |
| 41614  | Rachid Jorge Mamed                 | PSD     | 1.897   | 2,33%      | Cuiabá                      | Mato Grosso        |
| 22585  | Adjalmo Saldanha                   | UDN     | 1.853   | 2,28%      | Cáceres                     | Mato Grosso        |
| 14953  | Antônio José Paniago               | PTB     | 1.764   | 2,17%      | Três Lagoas                 | Mato Grosso do Sul |
| 41450  | Francisco Leal de Queiroz          | PSD     | 1.734   | 2,13%      | Paranaíba                   | Mato Grosso do Sul |
| 41647  | Clóvis Hugueney                    | PSD     | 1.653   | 2,03%      | Cuiabá                      | Mato Grosso        |
| 41839  | Licinio Monteiro da Silva          | PSD     | 1.607   | 1,98%      | Nossa Senhora do Livramento | Mato Grosso        |
| 41763  | Penn de Morais Gomes               | PSD     | 1.446   | 1,78%      | Pontes e Lacerda            | Mato Grosso        |
| 22333  | José Fragelli                      | UDN     | 1.386   | 1,70%      | Corumbá                     | Mato Grosso do Sul |
| 22684  | Wilson Coelho                      | UDN     | 1.363   | 1,68%      | Lucas do Rio Verde          | Mato Grosso        |
| 41315  | Rosário Congro                     | PSD     | 1.362   | 1,67%      | Sorocaba                    | São Paulo          |
| 22686  | Francisco Hermelindo da Silva      | UDN     | 1.296   | 1,59%      | Aparecida de Goiânia        | Goiás              |
| 22155  | Hélio Correa da Costa              | UDN     | 1.279   | 1,57%      | São Gonçalo                 | Rio de Janeiro     |
| 22122  | João Marinho Falcão                | UDN     | 1.217   | 1,50%      | Feira de Santana            | Bahia              |
| 22214  | Gonçalo de Campos                  | UDN     | 1.176   | 1,44%      | Várzea Grande               | Mato Grosso        |
| 22185  | Manoel Wenceslau de Barros Botelho | UDN     | 1.173   | 1,44%      | Cuiabá                      | Mato Grosso        |
| 41372  | Heronides Araújo                   | PSD     | 1.134   | 1,39%      | Recife                      | Pernambuco         |
| 14905  | Clóvis Ribeiro Cintra              | PTB     | 1.116   | 1,37%      | Mundo Novo                  | Mato Grosso do Sul |
| 41834  | Jorge Monteiro                     | PSD     | 1.076   | 1,32%      | Tangará da Serra            | Mato Grosso        |
| 22643  | Benedito Vaz de Figueiredo         | UDN     | 1.072   | 1,32%      | Sinop                       | Mato Grosso        |
| 22846  | Lenine de Campos Povoas            | UDN     | 1.049   | 1,29%      | Cuiabá                      | Mato Grosso        |
| 41897  | Salviano Mendes Fontoura           | PSD     | 1.027   | 1,26%      | Coxim                       | Mato Grosso        |
| 14314  | Léo da Costa Melo                  | PTB     | 1.017   | 1,25%      | Cáceres                     | Mato Grosso        |
| 22421  | Manoel de Oliveira Lima            | UDN     | 1.014   | 1,25%      | Sorriso                     | Mato Grosso        |
| 14920  | Gérson de Oliveira                 | PTB     | 932     | 1,14%      | Uberaba                     | Minas Gerais       |
| 41675  | Humberto Marcílio Reinaldo         | PSD     | 868     | 1,07%      | Cuiabá                      | Mato Grosso        |
| 41896  | Henrique Gomes da Silva            | PSD     | 833     | 1,02%      | Ribeirão das Neves          | Minas Gerais       |
| 14728  | Amorésio de Oliveira               | PTB     | 691     | 0,85%      | Rondonópolis                | Mato Grosso        |